# Говорухін Станіслав Сергійович
Станісла́в Сергійович Говору́хін (рос. Станисла́в Серге́евич Говору́хин; 29 березня 1936, Березники, Пермська область, РРФСР, СРСР — 14 червня 2018, Барвиха, Одинцовський район, Московська область, Росія) — радянський і російський кінорежисер, актор, сценарист, публіцист, громадський діяч, політик. Депутат Держдуми РФ (1994-2003, 2005-2018), член партії "Єдина Росія" (2005—2018), народний артист Росії (2006), заслужений діяч мистецтва УРСР (1986). Кандидат в президенти РФ на президентських виборах 26 березня 2000 року, набрав 0,44% голосів.
Зняв близько двох десятків художніх, п'ять публіцистичних фільмів, написав 14 сценаріїв і три книжки, має ряд акторських робіт. Батько російського кінорежисера, сценариста, продюсера і письменника Сергія Говорухіна. Відомий своїми українофобними та політичними поглядами.
Підписав колективне звернення «Діячі культури на підтримку дій Путіна в Україні та Криму».

## Життєпис
Народився 29 березня 1936 року в місті Березники, Пермська область. Батько — Сергій Георгійович Говорухін, донський козак.
1958 року закінчив геологічний факультет Казанського університету. Працював геологом, був альпіністом.
1966-го відмінно закінчив Всесоюзний інститут кінематографії (ВДІК), режисерський факультет. З 1966-го по 1986-й — режисер Одеської кіностудії. У 1987—2000 — режисер концерну «Мосфільм».
1993 року обраний до Державної Думи РФ. Член фракції Демократичної партії Росії. 1995-го очолив думський комітет з питань культури та комісію з розслідування Першої російсько-чеченської війни, увійшов в депутатську групу «Народовладдя». 1999 року втретє став парламентарем від блоку «Вітчизна — вся Росія».
Володів німецькою та французькою мовами, любив симфонічну музику й твори Оскара Уайльда. 1994-го захопився живописом — одна з написаних картин висіла у службовому кабінеті.
Найщасливішим днем свого життя вважав 26 липня 1969 року, коли дивом вцілів після аварії гвинтокрила, який врізався в гору під час зйомок фільму «Вертикаль». Після авіакатастрофи Говорухін переконаний, що бог залишив йому життя, призначаючи його для виконання особливої місії.
Помер 14 червня 2018 року в санаторії Барвиха після тривалої хвороби.

## Творчість

### Режисерські роботи
У режисерському архіві кіноробіт Говорухіна екранізація бібліотечки романтики мандрівок: «Життя та дивовижні пригоди Робінзона Крузо», «Пригоди Тома Сойєра», «Діти капітана Гранта».
Також знявся в фільмі «Місце зустрічі змінити не можна».
Під час перебудови зняв художньо-документальний фільм «Так жити не можна», що отримав 1990 року премію «Ніка».
- 1967 — «Аптекарка» (курсова робота студента третього курсу ВДІКу)
- 1967 — Вертикаль (разом з Б. Дуровим)
- 1968 — День янгола
- 1969 — Білий вибух
- 1972 — Життя та дивовижні пригоди Робінзона Крузо
- 1974 — Контрабанда
- 1977 — Вітер «Надєжди»
- 1979 — Місце зустрічі змінити не можна
- 1981 — Пригоди Тома Сойєра і Гекльберрі Фінна
- 1986 — У пошуках капітана Гранта
- 1987 — Десять негренят
- 1989 — Бризки шампанського
- 1990 — Так жити не можна (док. фільм)
- 1992 — Олександр Солженіцин
- 1992 — Росія, яку ми втратили (док. фільм)
- 1993 — Час негідників
- 1993 — Велика кримінальна революція (док. фільм)
- 1998 — Ворошиловський стрілець
- 2003 — Благословіть жінку
- 2004 — Не хлібом єдиним
- 2007 — Артистка[5]
- 2008 — Пасажирка
- 2010 — У стилі Jazz (за сценарієм Ксенії Степаничевої)
- 2013 — Weekend
- 2015 — Кінець прекрасної епохи

### Сценарії кінофільмів
- 1969 — Білий вибух
- 1977 — Вітер «Надєжди»
- 1978 — Пірати XX століття
- 1980 — Вторгнення
- 1981 — Пригоди Тома Сойєра і Гекльберрі Фінна
- 1986 — У пошуках капітана Гранта
- 1986 — Таємниці мадам Вонг
- 1987 — Десять негренят
- 1989 — Бризки шампанського
- 1990 — Так жити не можна (док. фільм)
- 1990 — Росія, яку ми втратили (док. фільм)
- 1992 — Підмосковні вечори
- 1993 — Велика кримінальна революція (док. фільм)
- 1993 — Російський бунт
- 1995 — Чорна вуаль
- 1998 — Ворошилівський стрілець[5]
- 2008 — Пасажирка
- 2013 — Weekend
- 2015 — Кінець прекрасної епохи
- 2018 — На Париж...

### Акторські роботи в кіно
- 1982 — Повернення Баттерфляй, реж, О. Фіалко
- 1983 — Серед сірих каменів — реж. К. Муратова
- 1988 — Асса — реж. С. Соловйов
- 1992 — Анкор, ще анкор! — реж. П. Тодоровський
- 1990 — Сукині діти — реж. Л. Філатов
- 1995 — Орел і решка — реж. Г. Данелія
- 2002 — Жіноча логіка (серіал) — реж. С. Ашкеназі
- 2003 — Благословіть жінку — реж. С. Говорухін
- 2004 — Не хлібом єдиним — реж. С Говорухін
- 2005 — 9 рота — реж. Ф. Бондарчук[5]
- та ін.

### Театральні постановки
- «Контрольний постріл» автори п'єси С. Говорухін, Ю. Поляков. МХАТ ім. Горького.
- «Па-де-де» автор п'єси Т. Москвіна. Театр «Школа сучасної п'єси».

### Документальне кіно
У кінці 1980-их відізняв фільм «Олександр Солженіцин» — інтерв'ю з відомим письменником про його життя і творчість. Потім один за іншим вийдуть документальні фільми «Так житі не можна» (отримав приз Союзу кінематографістів «Ніка» за найкращий фільм 1990 року), «Вторгнення», «Росія, яку ми втратили», «Час негідників» і «Велика кримінальна революція».

## Політична діяльність
У 1990-х роках Говорухін повністю занурюється в політику, стає депутатом Державної думи РФ, очолює Комітет із культури. 2000 року став кандидатом в президенти Росії. З 2005 року — член партії «Єдина Росія». На думку деяких, політиком він був не гнучким — його висловлювання різкі, позиція непримиренна. Як політик зробив великий внесок у «розконсервування» індустрії російського кінематографа.
Ставши керівником виборчого штабу Путіна Говорухін почав робити неоднозначні заяви, які межують з великодержавним шовінізмом та історичним ревізіонізмом.
|                                                | Здобуваючи і обороняючи Крим і відводячи тим самим дамоклів меч від наших предків на землях, що стали нині Україною і Російською Федерацією, Російська Імперія і Радянський Союз втратили за 250 років не менше 4 мільйонів осіб. Чи можуть кілька крапель чорнила в 1954, 1991 і 1997-99-му роках (при підписанні та ратифікації Договору про дружбу між Україною і РФ) розчинити в собі ці потоки крові?Оригінальний текст (рос.) Завоевывая и обороняя Крым и отводя тем самым дамоклов меч от наших предков на землях, ставших ныне Украиной и Российской Федерацией, Российская Империя и Советский Союз потеряли за 250 лет не менее 4 млн человек. Могут ли несколько капель чернил в 1954, 1991 и 1997-99-м гг. (при подписании и ратификации Договора о дружбе между Украиной и Российской Федерацией) растворить в себе эти потоки крови? |
| — Станіслав Говорухін, Лист до українських ЗМІ | |

Назвав своїх колег зрадниками, на яких не варто опиратися Путіну, крім того зайняв чітку антиукраїнську позицію.
|                                                | Ми повинні розуміти, що можливості повернення Криму і Севастополя мирним, а тим більше, військовим (про таке не заговорювали навіть найрадикальніші російські "українофіли") шляхом в наш час скрутні, якщо не неможливі в принципі. Крим можна повернути тільки разом з Україною... Найкраще з того, що ми можемо придумати: зробити все, щоб Україна збереглася в загальному економічному, релігійному, культурно-історичному просторі з Росією. Суверенітет можна потерпіти, відсутність спільної історичної долі - ні.Оригінальний текст (рос.) Мы должны понимать, что возможности возвращения Крыма и Севастополя мирным, а тем более, военным (о таком не заговаривали даже самые радикальные российские "украинофилы") путем в наше время затруднительны, если не невозможны в принципе. Крым можно вернуть только вместе с Украиной… Самое лучшее из того, что мы можем придумать: сделать все, чтобы Украина сохранилась в общем экономическом, религиозном, культурно-историческом пространстве с Россией. Суверенитеты можно потерпеть, отсутствие общей исторической судьбы – нет. |
| — Станіслав Говорухін, Лист до українських ЗМІ | |

11 березня 2014 року підтримав чергову Російську анексію Криму, підписавши колективне звернення до російської громадськості «Діячі культури Росії — на підтримку позиції президента по Україні та Криму».

## Скандали
У червні 2014 року в Талліні під час знімань фільму «Кінець прекрасної епохи» режисер Говорухін у нетверезому стані разом із членами знімальної групи напали на двох громадян України та побили їх. Сталося це після того, як українці підійшли до Говорухіна із запитанням про причини підписання ним листа на підтримку дій президента РФ Путіна у Криму та в Україні. За словами потерпілих, ініціатором бійки був п'яний російський актор Федір Добронравов. Пізніше режисер намагався виправдатись у відповіді після численних скарг та запитань:
| Ми до них і пальцем не доторкнулись. Просто сиділи у вітальні, де живемо. Мимо нас пройшли два придурка, загорнуті в українські прапори. При цьому не українці, а американці. В Америці живуть принаймі. Ну і почали приставати до нас: "Крим-шмим..." Прийшов офіціант, вигнав їх. Але через деякий час вони знову прийшли. Ось і все. Прогнали ми іх - тільки і все. Федір Добронравов не доторкнувшись до них, сказав: "Ідіть звідси!"»Оригінальний текст (рос.) «Мы к ним и пальцем не прикоснулись. Просто сидели в гостиной, где мы живем. Мимо нас прошли два придурка, завернутые в украинские флаги. Причем не украинцы, а американцы. В Америке живут по крайне мере. Ну и начали приставать к нам: "Крым-шмым..." Пришел официант, выгнал их. Но спустя некоторое время они снова пришли. Вот и все. Прогнали мы их – только и все. Федор Добронравов не прикоснувшись к ним, сказал: "Идите отсюда!" |

## Вшанування
У березні 2014 року активісти Одеського Євромайдану саркастично увіковічнили пам'ять актора на кіностудії на Французькому бульварі. Активісти привезли із собою зроблену з твердого пластику дошку, шириною приблизно 1,5 м і висотою 2 м. На ній зобразили Говорухіна у вигляді скорпіона з головою людини та трубкою. На дошці дві цитати актора, різних часів:
|                       | Двадцять років я жив і працював в Одесі, на Одеській кіностудії, і добре знаю, що таке український націоналізм. На собі неодноразово відчував.Оригінальний текст (рос.) Двадцать лет я жил и работал в Одессе, на Одесской киностудии, и хорошо знаю, что такое украинский национализм. На себе неоднократно испытывал |
| — Станіслав Говорухін | |

|                                 | Путін отримав перемогу завдяки рабській психології народу: покажи йому нового царя, він за нього і голосує.Оригінальний текст (рос.) Путин обязан свой победе рабской психологии народа: покажи ему нового царя, он за него и голосует. |
| — Станіслав Говорухін, 2000 рік | |

## Завершення творчої діяльності
26 серпня 2017 року публічно повідомив про припинення творчої діяльності на ниві кінознімального процесу.